# Jurij Modin
Jurij Iwanowicz Modin (ros. Юрий Иванович Модин, ur. 8 listopada 1921 w Suzdalu, zm. 2007 w Moskwie) – oficer wywiadu, jeden z najlepszych oficerów prowadzących w historii radzieckiego wywiadu, prowadził m.in. członków Siatki Szpiegowskiej Cambridge.

## Życiorys
Urodzony w małym miasteczku w Związku Radzieckim, był synem oficera Armii Czerwonej. W 1940 roku wstąpił na wydział inżynierii Akademii Marynarki Wojennej w Leningradzie. W 1942 w wyniku zagrożenia ewakuowany wraz z uczelnią na tyły. Występując jako świadek oskarżenia w sprawie przeciwko kucharzowi szkolnemu, który wziął trochę masła ze stołówki (kucharza za kradzież rozstrzelano), zwrócił na siebie uwagę NKWD. Przeniesiono go do Moskwy, aby doskonalił umiejętności w zakresie języka angielskiego. Od grudnia 1943 roku tłumacz na Łubiance (Centrala NKWD), zajmował się także przekładami dokumentów i informacji wywiadowczych, pochodzących od Siatki szpiegowskiej Cambridge.
Pod koniec 1947 roku wysłano go do Londynu, pod przykrywką attaché prasowego w istocie pełnił funkcję asystenta tamtejszego rezydenta MGB. Spotykał się regularnie z agentami radzieckimi: Anthonym Bluntem, Guyem Burgessem i Johnem Cairncrossem. Agenci brytyjskiego kontrwywiadu (MI5) nie potrafili wykryć tych kontaktów. W 1951 roku Modin pomógł Burgessowi i Donaldowi Macleanowi w ucieczce do Związku Radzieckiego. W 1953 roku odwołano go do Moskwy, powrócił jednak po roku, aby wspomóc Harolda (Kima) Philby’ego, a potem w 1955 roku w charakterze rezydenta, aby przygotować oficjalną wizytę Nikity Chruszczowa.
Został zdekonspirowany przez Blunta, który po aresztowaniu podczas przesłuchań wskazał na niego jako oficera prowadzącego.
Jurij Modin działał następnie w Indiach, a karierę w wywiadzie zakończył w charakterze wykładowcy w radzieckim instytucie im. Andropowa (szkoła szpiegów).
W Moskwie przyjaźnił się z Burgessem, Macleanem, i Philbym, któremu pomógł napisać autobiografię : My Silent War 1968 (wyd. pol. – "Moja cicha wojna" 1994) Własne przeżycia zawarł w książce opublikowanej w Wielkiej Brytanii w 1994 roku pod tytułem My Five Cambridge Friends.
Podsumowując ich działalność, napisał:

Nie byli oni po prostu komunistami czy też sympatykami; uważali się za prawdziwych rewolucjonistów, gotowych poświęcić dla sprawy innych ludzi, a także i siebie. Nie można ich również winić za wiarę w Józefa Stalina, ten sam błąd popełniło całe pokolenie uczciwych mężczyzn i kobiet na świecie. Po fakcie oczywiste jest, że byli naiwni, ale w latach trzydziestych inaczej to wyglądało.
Kiedy myślę o nich teraz, widzę w nich Don Kichotów, którzy spędzili życie na walce z wiatrakami, podczas gdy historia nieubłaganie  niszczyła ich ideały. Gardząc władzą, bogactwem, miłością, ambicją, spokojem i sławą wybrali politykę.
Złożyli przysięgę na wierność rewolucji i nie złamali jej.